# 塔里克·艾萨米

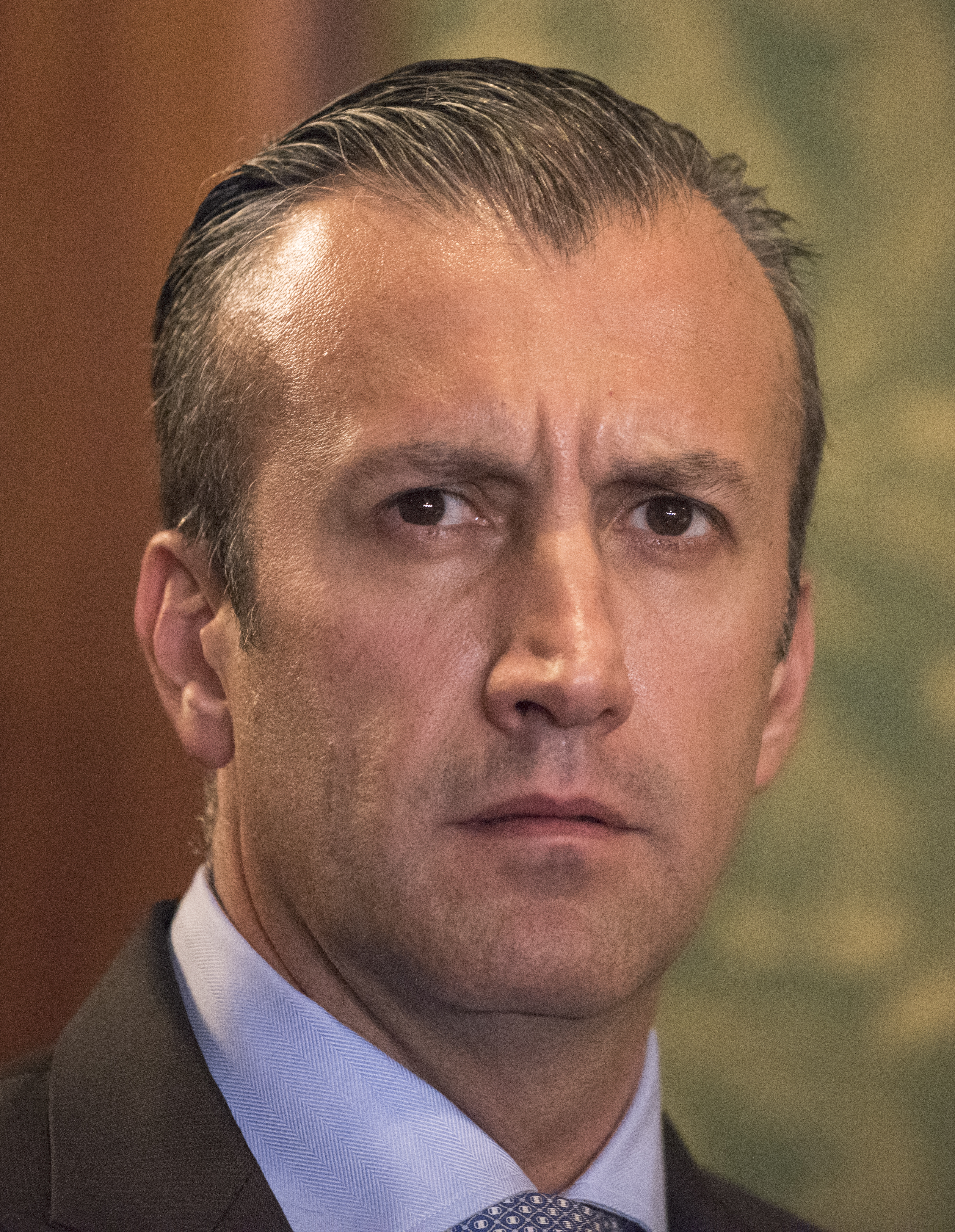

塔里克·栽丹·埃尔·艾萨米·马达赫（西班牙語：Tareck Zaidan El-Aissami Maddah，1974年11月12日—），是一名阿拉伯裔委内瑞拉政治家。现任委内瑞拉能源部部长。他的父母是来自黎巴嫩的移民，他的家庭和阿拉伯复兴党有一定联系。2017年1月24日-2018年6月14日，他出任委内瑞拉副总统一职，在出任副总统之前，他担任阿拉瓜州州长一职（2012-2017）。
艾萨米本人信奉伊斯兰教德鲁兹派（虽然这个宗派并不被伊斯兰教主流所承认）。他创造了一个记录：他是南美洲，乃至整个美洲西班牙语国家中第一位，也是迄今为止唯一一位出任副总统的穆斯林（美洲西班牙语国家绝大多数人信奉天主教）。